# Adolfo Ferrari
Adolfo Ferrari (Pievepelago, 17 novembre 1860 – Modena, 4 novembre 1932) è stato un politico italiano.

## Biografia
La biblioteca comunale di Pievepelago è intestata a lui.